# 크로아티아 총리
크로아티아의 총리는 정식으로는 크로아티아 정부 총리 (Predsjednik Vlade Republike Hrvatske) 라고 칭하며, 크로아티아'의 내각 수반이며 임기는 4년 중임제이고 1번 중임은 가능하며 최대 임기는 8년이므로 총선거를 통해서 선출을 한다.

## 크로아티아의 정부 수반 목록

### 크로아티아 사회주의 공화국(1945년 ~ 1991년)

#### 크로아티아 총리 (유고슬라비아 연방 각료)
- 파블레 그레고리치 (1945.3.7 ~ 1945)

#### 총리
- 블라디미르 바카리치 (1945.4.14 ~ 1953.2.6)

#### 행정위원회 의장
- 블라디미르 바카리치 (1953.2.6 ~ 1953.12)
- 야코브 블라제비치 (1953.12 ~ 1962.6)
- 즈본코 브르키치 (1962.6 ~ 1963.6)
- 미카 슈필랴크 (1963.6 ~ 1967.5)
- 사브카 다브체비치쿠차르 (1967.5 ~ 1969.5)
- 드라구틴 하라미야 (1969.5 ~ 1971.12)
- 이보 페리신 (1971.12 ~ 1974.4)
- 야코브 시로트코비치 (1974.4 ~ 1978.5.9)
- 페타르 플레코비치 (1978.5.9 ~ 1980.6)
- 안테 마르코비치 (1980.6 ~ 1985.11.20)
- 에마 데로시비옐라츠 (1985.11.20 ~ 1986.5.10)
- 안툰 밀로비치 (1986.5.10 ~ 1990.5.30)

### 크로아티아 공화국(1991년 ~)

#### 총리
| 이름                  | 취임       | 퇴임       | 정당                                         |
| --------------------- | ---------- | ---------- | -------------------------------------------- |
| 스체판 메시치         | 1990.5.30  | 1990.8.24  | 크로아티아 민주연합                          |
| 요시프 마놀리치       | 1990.8.24  | 1991.7.17  | 크로아티아 민주연합                          |
| 프라뇨 그레구리치     | 1991.7.17  | 1992.8.12  | 크로아티아 민주연합 주도에 의한 거국일치내각 |
| 흐르보예 샤리니치     | 1992.8.12  | 1993.4.3   | 크로아티아 민주연합                          |
| 니키차 발렌티치       | 1993.4.3.  | 1995.11.7  | 크로아티아 민주연합                          |
| 즐라트코 마테샤       | 1995.11.7  | 2000.1.27  | 크로아티아 민주연합                          |
| 이비차 라찬           | 2000.1.27  | 2003.12.23 | 크로아티아 사회민주당                        |
| 이보 사나데르         | 2003.12.23 | 2009.6.9   | 크로아티아 민주연합                          |
| 야드란카 코소르       | 2009.6.9   | 2011.11.23 | 크로아티아 민주연합                          |
| 조란 밀라노비치       | 2011.11.23 | 2016.1.22  | 크로아티아 사회민주당                        |
| 티호미르 오레슈코비치 | 2016.1.22  | 2016.10.19 | 무소속                                       |
| 안드레이 플렌코비치   | 2016.10.19 | 2020.7.5   | 크로아티아 민주연합                          |
| 안드레이 플렌코비치   | 2020.7.5   | 2024.10.19 | 크로아티아 민주연합                          |
| 안드레이 플렌코비치   | 2024.10.19 |            | 크로아티아 민주연합                          |

## 같이 보기
- 크로아티아의 대통령